# Long, Somme

Long este o comună în departamentul Somme, Franța. În 1 ianuarie 2022 avea o populație de 599 de locuitori.